# Tanysiptera carolinae
Tanysiptera carolinae là một loài chim trong họ Alcedinidae.